# Samuel Sotelo Salgado
Samuel Sotelo Salgado (Cocula, Guerrero; 20 de agosto de 1961) es un político y abogado mexicano, miembro del partido Morena. Fue gobernador del Estado de Morelos en dos ocasiones, en calidad de encargado de despacho, del 4 de abril al 2 de junio de 2024, y del 1 al 30 de septiembre de 2024. Ambas en sustitución de Cuauhtémoc Blanco.

## Primeros años
De 1981 a 1986 estudió la licenciatura en derecho en la Universidad Autónoma del Estado de Morelos, de 1993 a 1994 cursó la especialidad en administración de justicia en la Universidad Autónoma del Estado de México y de 2002 a 2004 estudió la maestría en procuración y administración de justicia en la misma institución. Ha sido docente de la Universidad Autónoma del Estado de Morelos y de la Universidad Autónoma del Estado de México.
De 1994 a 2000 fue juez de primera instancia en el primer distrito judicial de Morelos. De agosto de 2000 a julio de 2009 fue magistrado de la sala auxiliar del Tribunal Superior de Justicia del Estado de Morelos.

## Trayectoria política
El 11 de julio de 2016 fue nombrado secretario del ayuntamiento de Cuernavaca, Morelos, por el presidente municipal Cuauhtémoc Blanco. Al mes siguiente renunció al puesto debido a que el cargo era incompatible con su pensión de exmagistrado del Tribunal Superior de Justicia del Estado de Morelos, su puesto fue ocupado por Guillermo Arroyo Cruz. El 6 de marzo de 2017 Sotelo Salgado volvió a ser nombrado como secretario del ayuntamiento de Cuernavaca tras la renuncia de Arroyo Cruz, y se mantuvo en el puesto hasta el fin del mandato de Cuauhtémoc blanco, en septiembre de 2018.
En octubre de 2018, cuando Cuauhtémoc Blanco asumió el cargo de gobernador de Morelos, Sotelo Salgado fue designado como consejero jurídico del gobierno. El 3 de mayo de 2022 fue nombrado secretario de gobierno de Morelos.
El 3 de abril de 2024 el Congreso del Estado de Morelos le concedió al gobernador Cuauhtémoc Blanco una licencia de dos meses para separarse de su cargo y postularse como diputado federal. Samuel Sotelo Salgado fue nombrado encargado de despacho de la gubernatura durante la licencia de Blanco, efectiva a partir del 4 de abril hasta el 2 de junio de 2024.